# Come Around Again
Come Around Again is een nummer van de Nederlandse dj Armin van Buuren en de Britse dj Billen Ted uit 2022, ingezongen door de Britse singer-songwriter JC Stewart.
Van Buuren was erg te spreken over het nummer. "Wat ik zo gaaf vind aan 'Come Around Again' is dat de track een beetje van alles heeft. De stevige sounds zorgen voor de energie op de dansvloer terwijl de lyrics en de popachtige vibe van de plaat juist geschikt zijn voor de radio en playlists", aldus Van Buuren. Het nummer werd een bescheiden hit in het Nederlandse taalgebied, met een 13e positie in de Nederlandse Top 40 en een 48e positie in de Vlaamse Ultratop 50.